# Урака I
Урака I (на испански: Urraca I; * 24 юни 1081; † 8 март 1126) е suo jure кралица на Кастилия, Леон и Галисия, а по съпруг – кралица на Арагон и Навара, чрез брака си с арагонския крал Алфонсо I. Урака I се титулувала и като suo jure императрица на всички Испании от 1109 до смъртта си през 1126 г.

## Произход и ранни години
Урака е родена в Бургос на 24 юни 1081 г. Тя е най-голямата от живите деца на крал Алфонсо VI Кастилски от втората му съпруга Констанс Бургундска. Като най-възрастното законно дете на краля, Урака е наследница на престола на Кастилия, Леон и Галисия. Като наследница на короната от Урака се очаква да роди здрави наследници на престола, а и всички се надяват, че бъдещата им кралица ще се омъжи за подходящ човек, който ще ѝ бъде опора в управлението на кралствата. Поради това отрано омъжването на Урака придобива първостепенно политическо значение.
През 1089 г. 8-годишната Урака е омъжена за Раймон Бургундски, племенник на бургундския херцог Одо I, който оказва военна подкрепа на Алфонсо VI и се сражава заедно с него в битката при Залаке срещу алморавидите. Тъй като по това време Урака е малолетна, консумацията на брака ѝ е отложена за времето, в което тя навършва подходяща за това (според тогавашните разбирания) възраст. Това вероятно става, когато Урака навършва 13 г., тъй като на 14 години, тя ражда мъртвородено дете.
През 1095 г., след омъжването на една от незаконните дъщери на краля на Кастилия – Тереза Леонска за Анри Бургундски, Кралство Галисия е разделено на две графства – Галисия и Португалия, а Урака и съпругът ѝ получават правото да управляват първото.
През 1105 г. инфанта Урака ражда син – бъдещия крал Алфонсо VII. Съпругът на Урака обаче умира през 1107 г., а същата година баща ѝ обявява незаконния си син Санчо за наследник на короната. На следващата година обаче Санчо е убит в битката при Уклес и инфанта Урака отново става наследница на владенията на баща си. Това отново повдига въпроса за повторен брак на овдовялата инфанта. Този път кралят на Кастилия, който през 1108 г. вече е на смъртно легло, настоява Урака да се омъжи за крал Алфонсо I Воин, което да открие пътя за бъдещо обединение на Леон, Кастилия и Арагон.

## Кралица на Кастилия, Леон и Галисия
Преговорите за династичния съюз между Кастилия, Леон и Арагон все още не били приключили, когато на 30 юни 1109 крал Алфонсо VI умира, а Урака е обявена за нова кралица на Кастилия, Леон и Галисия. Междувременно някои от кралските съветници и едри магнати формират тиха опозиция срещу плановете за омъжването на Урака за краля на Арагон, страхувайки се, че този брак ще постави Леон и Кастилия в опасна политическа зависимост от Арагон. Самата Урака първоначално също протестира срещу тези планове, но след възцаряването си тя предпочита да спази последното желание на баща си и продължава преговорите за омъжването си за Алфонсо I Арагонски.
Въпреки първоначалната съпротива, изправени пред възможността португалският граф Анри Бургундски да се възползва от политическия вакуум след скорошната смърт на Алфонсо VI Кастилки, много от опозиционно настроените кралски съветници съветват кралицата да продължи с плановете за сродяване с Арагонския кралски двор. По-късно, когато се убеждават в твърдата политическа воля на Урака и разбират, че страховете им от Анри Бургундски са неоснователни, много от съветниците на кралицата я съветват сама да разтрогне брака си с арагонския крал.

### Кралица на Арагон
Така на 1 октомври 1109 г. в Бургос, Урака I се омъжва за крал Алфонсо I Воин Арагонски и е обявена за кралица на Арагон. Младоженците подписват предбрачен договор, според който короните на Кастилия, Леон, Галисия и Арагон трябва да бъдат наследени от първородния им син. Този договор лишава от наследствени права сина на Урака от първия ѝ брак, което предизвиква недоволство сред бароните в Леон.
Почти веднага след сватбата в Галисия избухват брожения, подклаждани от Тереза Леонска и съпруга ѝ Анри Бургундски. Постепенно отношенията между Урака I и Алфонсо I толкова се влошават, че към 1110 г. кралицата обвинява съпруга си, че употребява физическо насилие спрямо нея, и се отделя от него. Отношенията между двамата се обтягат допълнително и от жестокостта, с която Алфонсо I се отнася към бунтовниците в Галисия. Тежък скандал предизвиква заповяданата от Алфонсо I екзекуция на един от водачите на бунта в Галисия, който преди това се предава доброволно на Урака I, която от своя страна решава да го помилва.
Отчуждението между съпрузите и тлеещата враждебност между тях ескалира в открит военен сблъсък между Кастилия и Леон, от една страна, и Арагон от друга. В този конфликт Алфонсо I се съюзява с Тереза Леонска и Анри Бургундски и на 26 октомври 1111 г. техните сили разбиват войските на Урака I в битка при Кандеспина, в която загива любовникът на Урака I, командващ силите ѝ – граф Гомес Гонсалес. Мястото му скоро е заето от друг граф – Педро Гонсалес де Лара, който поема борбата, а по-късно става и баща на две от децата на кралицата.
Към есента на 1112 г. е прекратено едновременното примирие между Урака I и Алфонсо I, а бракът им е окончателно анулиран. Въпреки че след това Урака I успява да запази властта си в Астурия, Леон и Галисия, Алфонсо I окупира големи части от Кастилия, в които населението е на страната на Урака I, a Тереза Леонска и съпругът ѝ Анри Бургундски успяват за откъснат от владенията на Урака Замора и Естремадура. Възвръщането на тези райони, както и реконкистата на териториите, владени от маврите, стават главна цел в по-нататъшните дипломатически усилия на Урака.

## Смърт
Урака I умира на 8 март 1126 г. в Салданя и е погребана в базиликата „Сан Исидоро“ в Леон.

## Бракове и деца
Първи брак: през 1090 г. с Раймунд Бургундски (ок.1059 – 1107), граф Амероа, граф на Галисии и Коимбра от 1089. От брака се раждат две деца:
- Санча (1095 — ?)
- Алфонсо VII Император (1105 – 1157), приемник на Урака на кралския престол.

Втори брак: през октомври 1109 г. за Алфонсо I Воина (1073 – 7 септември 1134) — 4-ти крал на Арагон, получил прозвището си заради победите си в 29 битки. От него няма деца.
Урака има любовни отношения с граф Педро Гонсáлес де Лара. От тази връзка се раждат две извънбрачни деца.
- Фернандо Пéрес
- Елвира Пéрес